# Marbäck
Marbäck – miejscowość (tätort) w Szwecji, w regionie administracyjnym (län) Västra Götaland, w gminie Ulricehamn.
Według danych Szwedzkiego Urzędu Statystycznego liczba ludności wyniosła: 475 (31 grudnia 2015), 490 (31 grudnia 2018) i 514 (31 grudnia 2019).